# Gobiesox marijeanae
Gobiesox marijeanae is een  straalvinnige vissensoort uit de familie van schildvissen (Gobiesocidae). De wetenschappelijke naam van de soort is voor het eerst geldig gepubliceerd in 1960 door Briggs.
De soort staat op de Rode Lijst van de IUCN als Onzeker, beoordelingsjaar 2007.